# Sony Ericsson W200i
A Sony Ericsson W200i Walkman mobiltelefon 2007 első negyedévében került bemutatásra. A Walkman széria alsó kategóriás változata. Bluetooth technológiával nem rendelkezik, de bővíthető memóriával igen, ezért alkalmas Mp3 / Mp4 lejátszónak. VGA kamerával is rendelkezik, amellyel képet és videofájlokat is egyaránt lehet készíteni. A készülék M2 (Memory Stick Micro) típusú memóriakártyával bővíthető maximum 4GB-ig.

## Külső felépítés
A W200i cserélhető elő- és hátlappal rendelkezik, a K310i, K320i és a K510i előlapjával kompatibilis. Navigálására a T68 óta jól bevált joystick áll rendelkezésünkre, ezenkívül a szabványos számbillentyűk. Jobb oldalt felül hangerőszabályzó gomb van, bal oldalt felül Walkman gomb, alul az M2 (Memory Stick Micro) foglalat. Hátulján kapott helyet a VGA kamera és a hangszóró. A telefon a szabványos BTS-36 akkumulátort használja. Az alján a szabványos K750i óta használatos töltő-headset-adatkábel csatlakozó. A panelen kívül majdnem az összes alkatrésze és részben a szoftvere is kompatibilis a K310i, K320i, K510i telefonokkal. A kijelző vezérlőjének lecserélése után ez a négy telefon közül bármelyik szoftverével működik.

## Szoftver
Szoftverei megjelenési sorrendben.
- R4GB001
- R4GH001
- R4HA014
- R4JA011
- R4JB001

A K750i-óta jól bevált FS fájlrendszert használja. A K310i, K320i, K510i szoftvereivel működik, bár a kijelző drivert vissza kell cserélni a W200i-ra és a memóriakártya nem lesz elérhető abból kifolyólag hogy a K510i-ben nincs Memory Stick Micro. Valamint a K510i szoftvernél lesz egy hivatkozás a Bluetooth-ra amitől lefagy a telefon.
A W200-at a CID52-es és CID53-as EROM-mal adják ki. A CID egy biztonsági rés, mellyel a telefont védik az esetleges hackerek-től.

## Készülékadatok
- GSM 900/1800/1900
- 65536 színárnyalatú UBC kijelző, felbontása 128 X 160 pixel (szélesség X magasság).
- A kamera felbontása 640 X 480, 1.3Mp (ezt csak úgy éri el, hogy kinyújtja a VGA-t azaz felkonvertálja a kétszeresére.)
- 27 MB belső, és 4 GB-ig bővíthető a memória.
- Készenléti idő 300 óra, beszélgetési idő 7 óra.
- GPRS, WAP, SMS, MMS, EMS, JAVA
- Infravörös port
- A készülékhez tartozó kiegészítők: Adatkábel, Töltő, Fülhallgató, 128 MB Memory Stick Micro™ (M2™).